# Sabbie di Capri

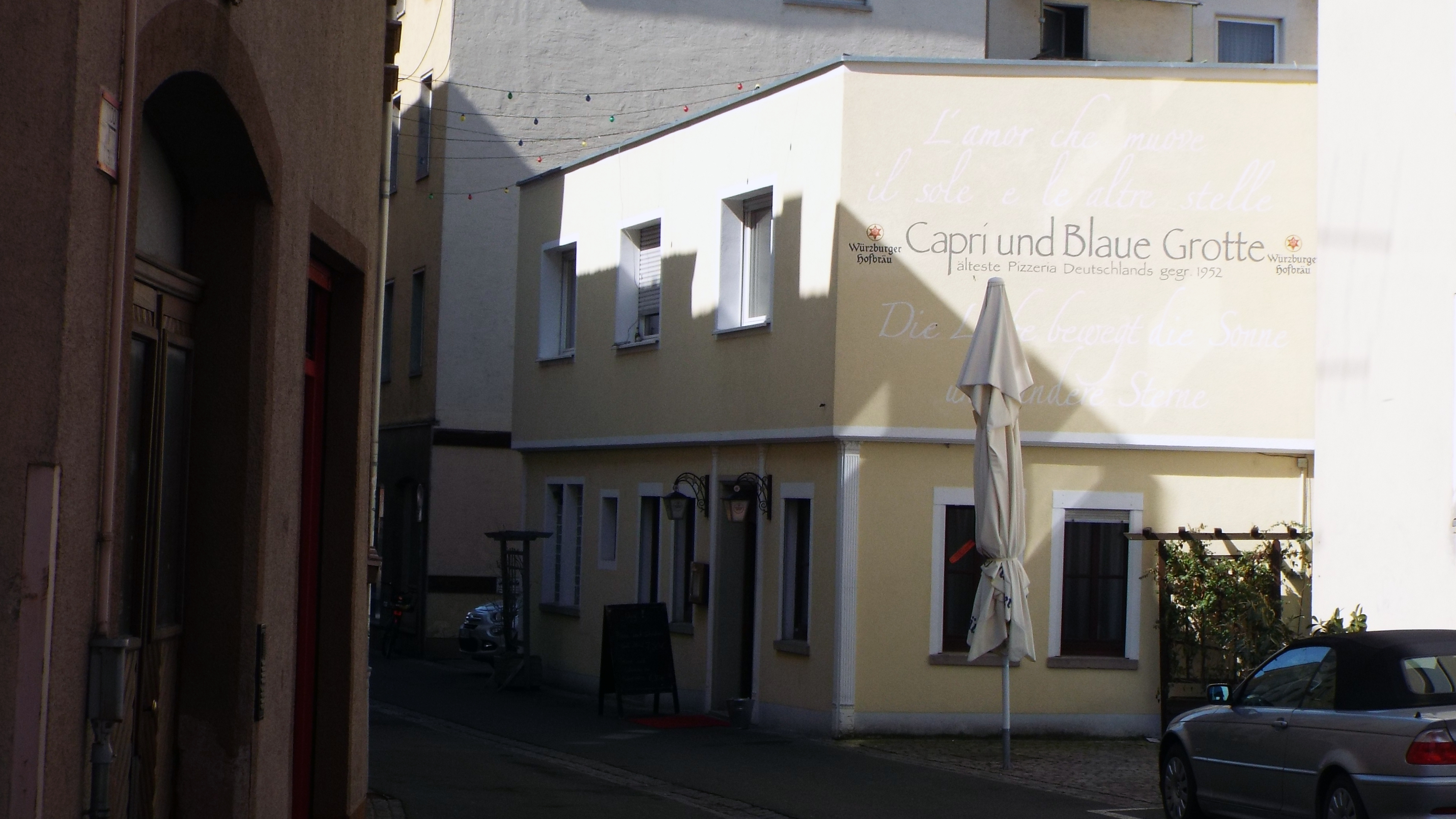
Sabbie di Capri in Würzburg (2018)

Das Sabbie di Capri (italienisch für „Sand von Capri“) ist eine Pizzeria in der Elefantengasse im Würzburger Stadtbezirk Altstadt. Sie wurde am 24. März 1952 eröffnet und gilt als die erste Pizzeria Deutschlands. Vom damaligen Besitzer Nicolino di Camillo wurde auch der Pizzakarton erfunden.

## Geschichte
Der aus Chieti stammende Nicolino di Camillo (1921–2015) kam 1946 mit der US-amerikanischen Armee nach Bayern, wo er als Küchenhelfer tätig war. Zusammen mit seiner späteren Frau, Janine Schmitt aus Würzburg, eröffnete er am 24. März 1952 in der Elefantengasse in Würzburg die erste Pizzeria Deutschlands als „Bier- und Speisewirtschaft“ mit dem Zusatznamen „Capri“. Auf die Außenwand ließen sie „Sabbie di Capri“ schreiben, was so viel wie Sand von Capri bedeutet und als sprachliche Verbindung der italienischen Insel Capri zur in unmittelbarer Nähe gelegenen Würzburger Sanderstraße in der Sanderau gedacht war.
Zunächst besuchten fast nur amerikanische GIs das Lokal, aber mit der Zeit interessierten sich auch die deutschen Nachbarn für das unbekannte und damals noch nicht ganz billige Essen. 1956 richtete das Betreiberpaar im Keller eine Nachbildung der Blauen Grotte ein, einer Höhle auf der Insel Capri. Der beliebte Kellerraum bedingte dann auch bald den noch heute gültigen Namen des Restaurants Capri und Blaue Grotte. Später übernahmen Vera und Peppino di Camillo, Nicolino di Camillos Bruder, das Restaurant.